# نص جوازة
نص جوازة فيلم كوميدي من بطولة مريم حسن ونبيل عيسى، صدر في عيد الحب لعام 2018 بجميع دور العرض. من إنتاج سينما اوف ايجيبت وإخراج سيف الساحر.

## القصة
تدور الأحداث حول زوجان يملكان إحدى المطاعم ويصيران فاقدان للذاكرة إثر تعرضهما لحادث ولا يتذكرا أي شيء مما جرى لهما في العشر سنوات الأخيرة، فتقع لهما العديد من المواقف الكوميدية.

## الممثلون
- رحمة حسن
- نبيل عيسى
- مصطفى أبو سريع
- ليلى عز العرب
- سلوى عثمان
- مريم حسن